# Música de América del Sur
La música de América del Sur es muy conocida y bailada en todo el mundo; desde el tango de Argentina hasta la cumbia de Colombia.

## Orígenes
Los orígenes de la música en América del Sur se remontan a la entrada del hombre al continente durante las glaciaciones, mucho antes de la llegada de los españoles al continente. Los incas tenían gran variedad de ocarinas y zampoñas, así como los Mapuches también tenían el kültrún, instrumento precolombino con el cual se tocaba el loncomeo, música originaria de los Tehuelches, que luego sería adoptada por los Mapuches-Tehuelches. Todo esto se desarrollaba en partes de lo que hoy es Argentina y Chile. Estos ritmos precolombinos eran considerados por los aborígenes como ofrendas religiosas y culturales.

## Época colonial
Poco después de la llegada de Cristóbal Colón junto con la música europea, hizo que los nativos sudamericanos tomaran estos ritmos y los fusionaran con los suyos o simplemente modificaran. Estos acontecimientos provocaron que la música en el continente evolucionara, ya que para ese entonces los instrumentos eran distintos, por eso los aborígenes de estas zonas adoptaron parte de este tipo de ritmos e instrumentos.

## Música indígena en la actualidad
En Perú, Colombia, Ecuador, Bolivia, Chile y Argentina existe todavía gran parte no solo de los ritmos indígenas fusionados con los Europeos, sino también de los ritmos precolombinos más antiguos.Todavía siguen existiendo grupos reducidos de indígenas que preservan todas estas costumbres y ritmos musicales; utilizando instrumentos elaborados con caña, madera, huesos, cuero y hasta algunos grupos usan colmillos de animales para sus instrumentos. 

## Argentina
Argentina es el lugar donde no solo nacen muchos ritmos musicales precolombinos, sino también ritmos musicales de la actualidad muy muy conocidos; y no solo en Sudamérica, sino en todo el mundo; es uno de los países que además de ser el originario de mucha música precolombina también es originario de mucha música de la actualidad, tales como el tango y el cuarteto cordobés .
También son muy fuertes otros tipos de música como la música folclórica, la cumbia, la música clásica, el rock, el metal y también el jazz.

### Música originaria
Los pueblos originarios de Argentina tienen individualmente cultura musical propia; que en parte muchas de estas están relacionadas con el folclore de la Argentina.

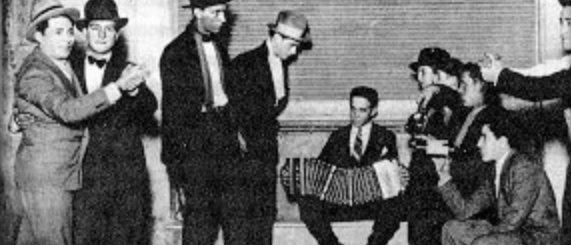
Jóvenes bailando tango en las calles de Buenos Aires en el 1900

### Tango
El tango se podría decir que es la música más famosa de este país, es muy bailado en todo el país, sobre todo en Buenos Aires; es un género musical muy conocido en todo el mundo, ya que además de bailarse en el país se baila en muchos otros países.
El tango es originario del Río de la Plata (Argentina y Uruguay); nace entre la fusión de inmigrantes europeos y descendientes de esclavos africanos y nativos rioplatenses. El ritmo está hecho de la fusión de la payada, la milonga campera pampeana, el candombe, y posteriormente de la habanera cubana.

### Música folclórica
La música folclórica es en Argentina un género musical muy fuerte al igual que el tango; solo que este es más bailado en todo lo que es el interior del país en el cual cada región aunque sea el mismo género tiene su propio ritmo; uno muy famoso es el chamamé o también está la milonga etc. En Buenos Aires también es muy bailado y muy famoso a pesar de que el tango es el ritmo más popular, el folclore está muy relacionado.

### Cuarteto cordobés
El cuarteto cordobés fue un ritmo muy rechazado, ya que era un género que era tocado por gente pobre. Más tarde poco a poco este género fue creciendo y a medida que fue creciendo, fue cada vez más aceptado por la gente de Córdoba y más tarde reconocido y escuchado en todo el país.

## Bolivia
La música boliviana natural es de caracter andino, es una de las más importantes en Sudamérica conocido como folclore boliviano.

### Saya afro-boliviana
Género que emplea la fusión de muchos ritmos africanos. Es una danza de herencia africana que la mantuvieron en el tiempo las comunidades reducidas que se establecieron en los Los Yungas de Bolivia.

### Caporales
Los caporales, de origen boliviano, inspirada en el capataz o "caporal" que supervisaba el trabajo de los esclavos.

### Morenada
Inspirada en los morenos esclavos durante la esclavización de estos. Baile característico de la región del altiplano andino, que en la actualidad se realiza en Bolivia y en pueblos peruanos.

### Huayno
El Huayno es un género musical andino que también se practica en otros países con diferentes variaciones. El más tradicional es el peruano. En Bolivia el estilo es más folklórico y natural, ya que por tradición se realiza en fiestas tradicionales y eventos familiares del area rural.

### Salay
El salay es un baile bastante actual de la ciudad de Cochabamba. Es una estilo fusionado de diferentes bailes del sector de los valles bolivianos. Oficialmente se registró como baile boliviano el año 1987 en la zona de Jayhuayco, región del sector popular de la ciudad.

## Brasil
Brasil es un país muy rico a nivel cultural y musical, ya que a nivel geográfico es muy grande. Es un país en el que o muchos géneros musicales se han vuelto muy importantes; tales como la música clásica, la bossa nova y el jazz latino, la MPB, el baião, el choro, el forro, el tropicalismo, el samba rock y el Sertanejo.

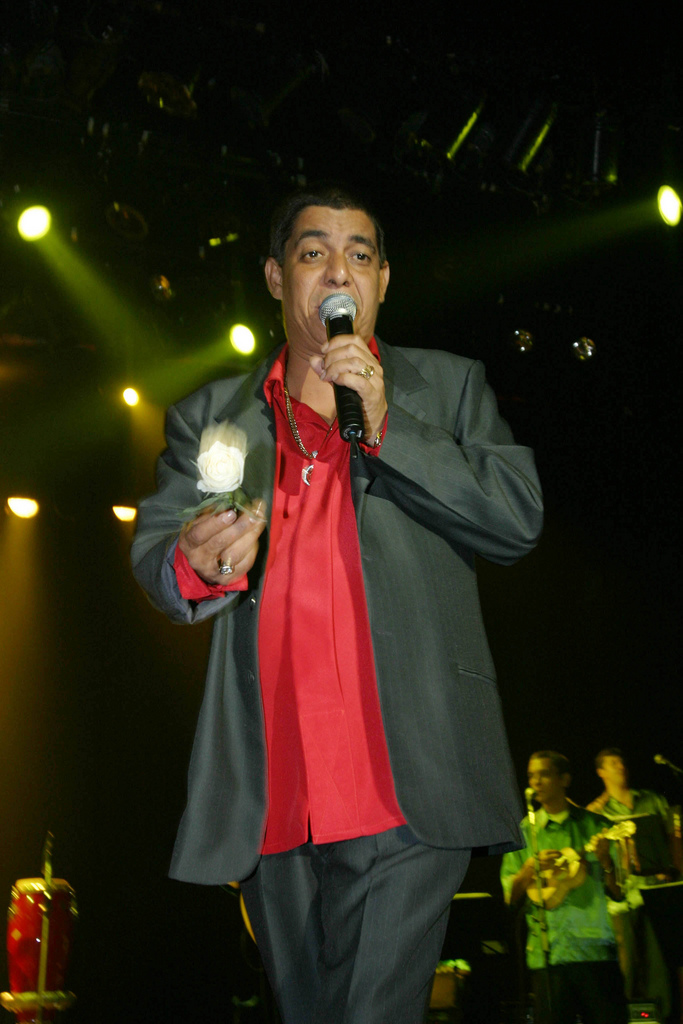
Zeca Pagodinho es uno de los cantantes de samba más famosos de Brasil.

### Música popular brasileña
La música popular brasileña surgió en 1966, tras el declive de la bossa nova. Fue muy influenciado por el  norteamericano incorporando varios elementos del rock, del samba y de la música pop; es muy famosa y muy bailada en toda la zona.

### Choró
El choro es otra de las tantas músicas brasileñas en la que se emplean generalmente guitarras de siete cuerdas, guitarra, mandolina, flauta, cavaquinho y pandeiro.
Este género ya posee más de 130 años de existencia; que nace a partir de la llegada de la familia real portuguesa, donde llegaron varios instrumentos nuevos a Brasil, como el piano, el clarinete, la guitarra, el saxofón, la mandolina y el cavaquinho, pero también la llegada de varias danzas como el vals,  la quadrille, la mazurca, la modinha, el minuto, el chotis y la polca.
El género nace a partir de que las clases sociales se cansan del imperialismo portugués, por lo que se empiezan a crear ritmos musicales para expresar el odio; de ahí nace el choro.

### Bossa nova
La bossa nova es un género musical  derivado de la samba y con mucha influencia del jazz afrocubano y también de las principales ramas del jazz latino.
Surgió a finales de los años cincuenta gracias a músicos como João Gilberto, Tom Jobim, Vinícius de Moraes, compositores de las zonas de la parte sur de Río de Janeiro, los cuales formaron la banda Orfeu da Conceição, En su primer trabajo compusieron una de las más bellas canciones de este género, Se todos fossem iguais a você en donde comenzaron a vislumbrar los elementos melódicos de la bossa nova

### Samba
El samba considerado el estilo musical nacional; es un símbolo de identidad nacional.
Las raíces de este género se remontan a África, donde la danza samba es su predecesora.
Este género se desarrolla con una forma distintiva de música en los inicios del siglo XX en Río de Janeiro ), bajo la fuerte influencia de los inmigrantes africanos del estado brasileño de Bahia. El título "escuela de samba" ("escola de samba") se originó durante el periodo de formación de este género.

### Sertanejo
La Música Sertaneja o Sertanejo es un estilo musical que tuvo sus orígenes en el campo de Brasil en la década de 1920.[1]
El sertanejo es actualmente el estilo de música más popular en Brasil, sin duda más que la samba, en la mayoría de los estados de dicho país (especialmente São Paulo, Minas Gerais, Goiás, Paraná y Mato Grosso do Sul); a pesar de que la samba sigue siendo muy popular en el estado de Río de Janeiro.
Las canciones de sertanejo han sido desde la década de 1990 el género musical más difundido en las radios brasileñas, siempre encabezando las listas de música de ese país. Además, desde 2000 hasta 2003 y desde 2009 en adelante, los álbumes de música sertanejahan tenido una categoría específica en el Grammy Latino.
La mayoría de los intérpretes de la música sertaneja consisten en dúos conformados casi siempre por hermanos y por lo general actuando uno de ellos como vocalista. Los hombres han dominado tradicionalmente este estilo musical, aunque recientemente algunas mujeres (destacándose en dupla Maiara & Maraisay solista Marilia Mendonça) también han logrado el éxito dentro del citado género.

### Sertanejo Universitario

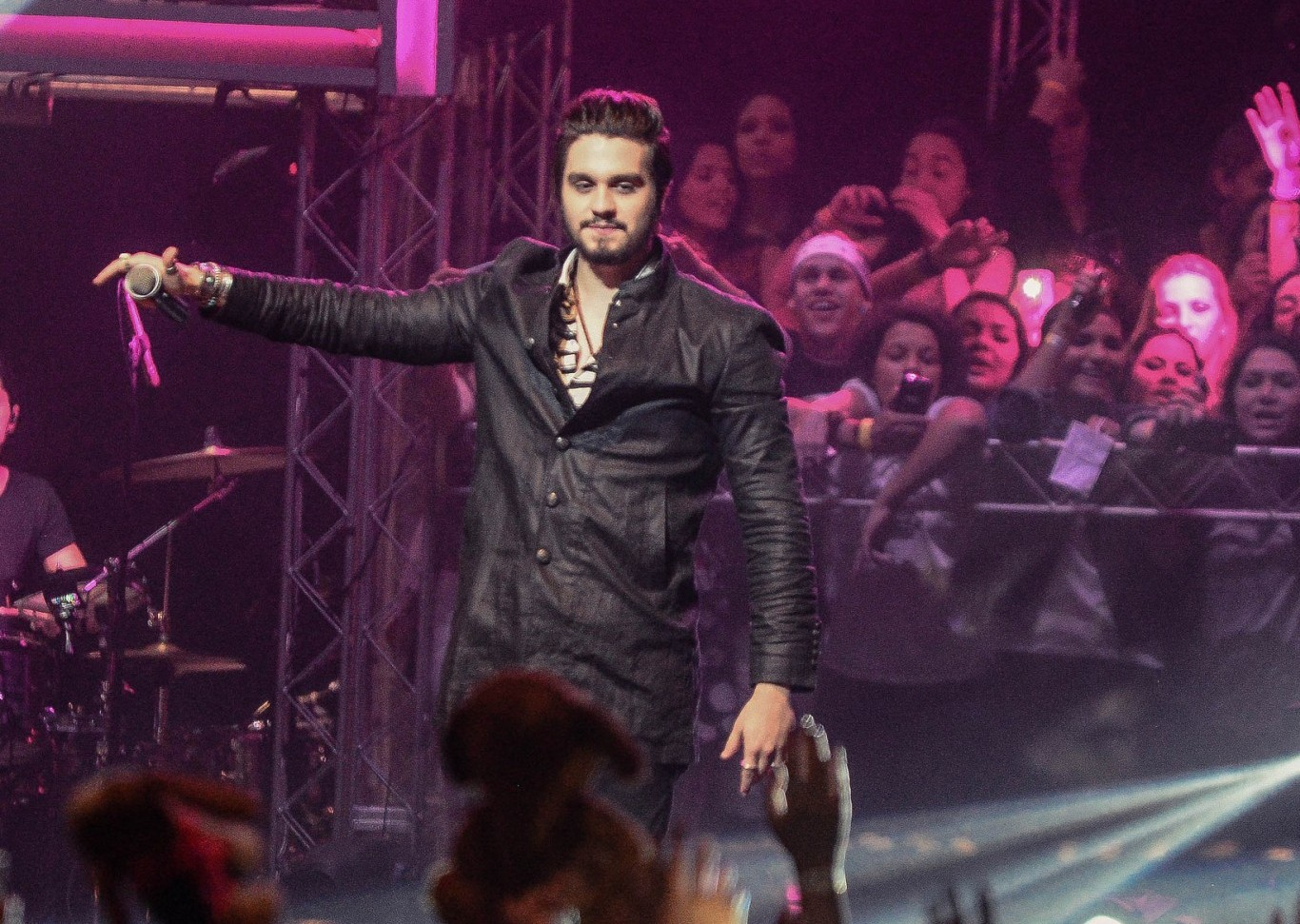
Luan Santana uno de los nombre más conocidos de la música Sertaneja Universitaria.

Un nuevo subgénero, llamado sertanejo 
universitario se ha desarrollado desde mediados de la década de 2000 en adelante en el estado de Mato Grosso do Sul, que consiste en un estilo más reducido y acústico, orientado hacia un preponderante destaque de las guitarras y ha crecido en forma masiva llegando a ser muy popular entre la juventud brasileña.

## Paraguay
Paraguay es un país que por más que la mayoría de la gente paraguaya hable el idioma guaraní, parte de su música es muy de origen europeo. Los géneros más populares de este país son la guarania, la avanzada, el rock paraguayo, la cumbia, la música clásica y el jazz.

### La guarania
La guarania es un género musical popular originario del Paraguay que se creó en 1925 por José Asunción Flores. Este género está inspirado en la polca paraguaya.
Hoy en día es uno de los géneros musicales más importantes en todo el Paraguay.

### La avanzada
La Avanzada es un género musical que se creó en el 1970 por el compositor paraguayo Oscar Safuán.
Este género esta echo a base de la fusión de la guarania y de la polca paraguaya, además de la incorporación de varios instrumentos electrónicos.

## Chile
La música de Chile al igual que la de Argentina; siguen teniendo muchos ritmos aborígenes en su país, así como muchos géneros folclóricos . Los géneros más populares son el metal, el jazz, la cumbia y su danza nacional, la cueca.

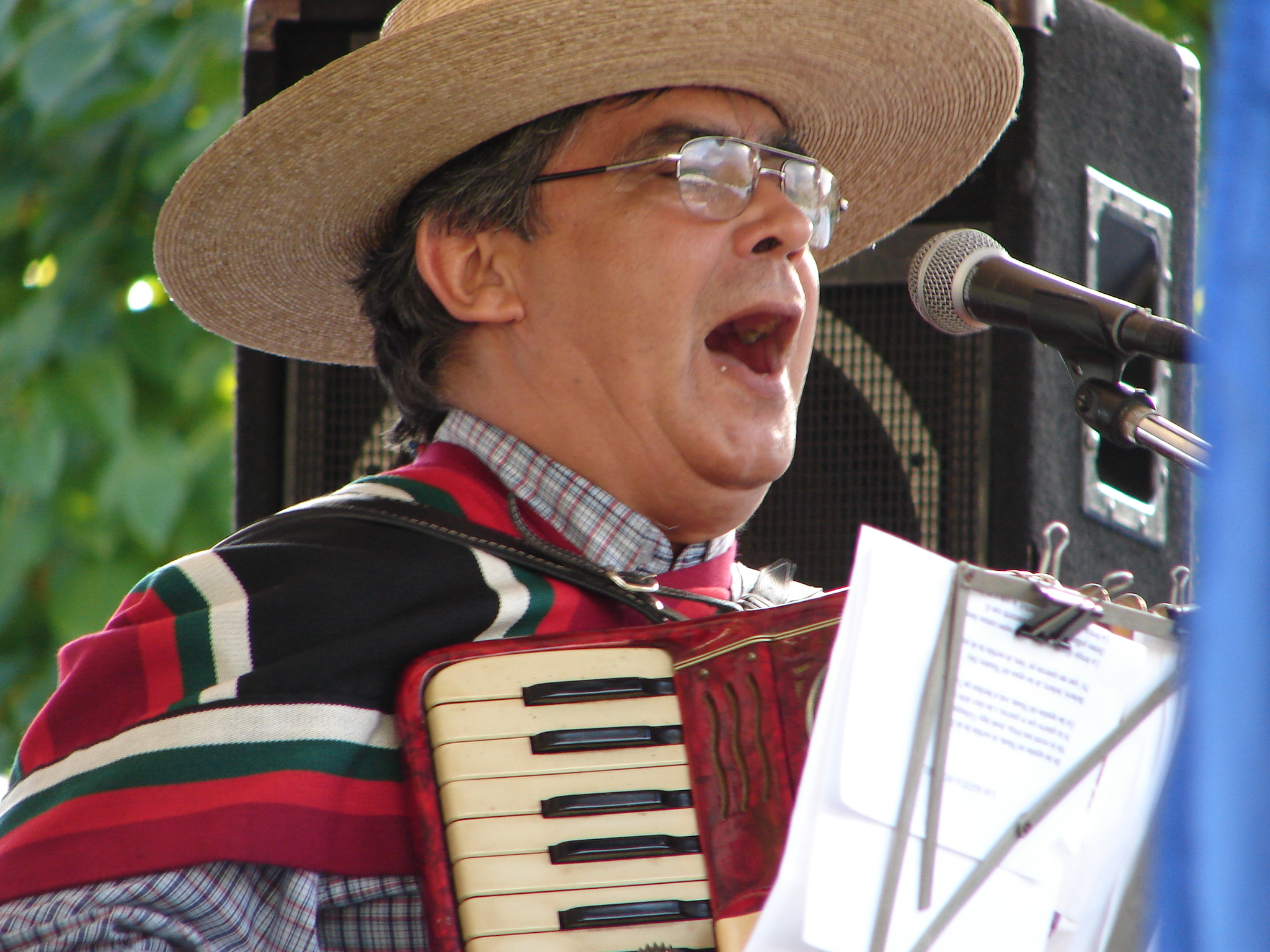
Huaso chileno

### Música de los pueblos originarios
Los ritmos de estos pueblos eran canciones simples que intentaban imitar el sonido de los animales, tales como el canto de las aves. Utilizaban bastones de madera que golpeaban contra el suelo. El objetivo de estos indígenas era el mismo que todos, rituales religiosos hacia los dioses.

## Colombia
La música colombiana es una de las más ricas no solo en Sudamérica sino en todo el mundo; ya que sus géneros musicales son conocidos en toda América y en el mundo, al igual que los artistas.
Los géneros musicales de este país se dividen en 2 vertientes: La litoral y la andina.

### Música andina de Colombia
Entre los géneros musicales andinos de Colombia sobresale El bambuco :uno de los géneros musicales autóctonos más reconocidos y representativos de este país.

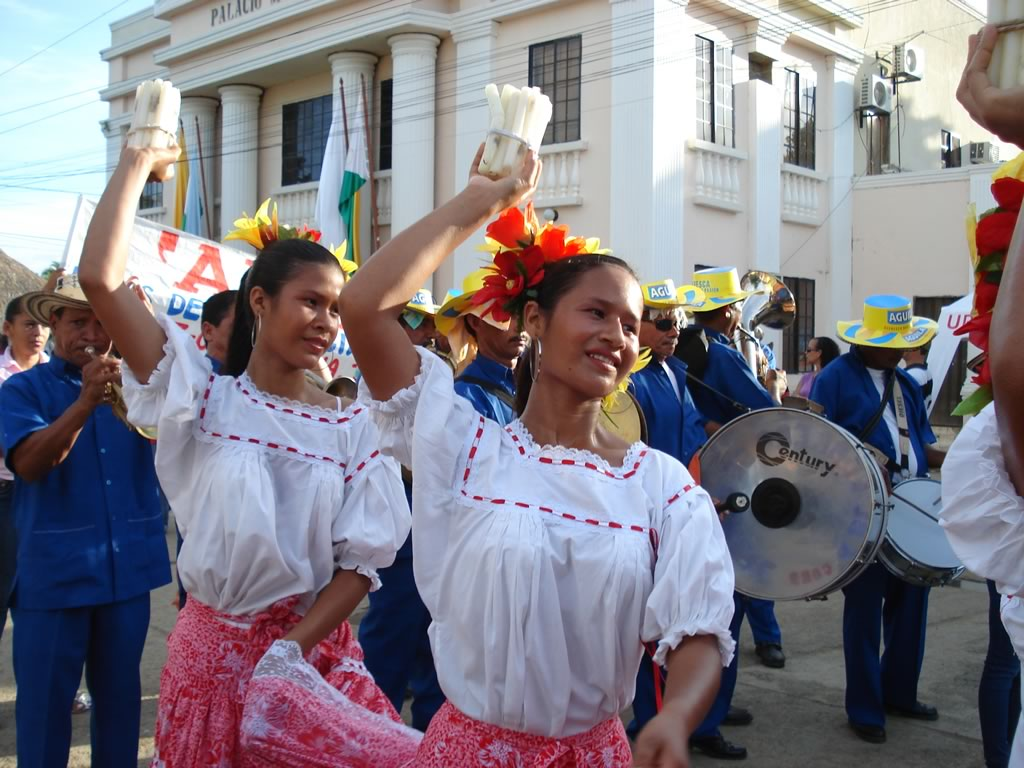
Bailadoras de Cumbia

La carranga: uno de los géneros más distintivos del país, es una música autóctona del departamento de Boyacá y desarrollada por el maestro jorge Velosa,  común en los campos y las montañas de ese departamento, cuyas letras principalmente alucionan las vicicitudes y el ambiente del campo.

### Música caribeña  de Colombia
Entre los géneros de música Caribe se encuentran:
la cumbia : Género folclórico de origen Colombiano nacido de la reunión de esclavos africanos,indígenas y criollos en la época colonial, que tuvo alta popularidad en los años 60 y 70; en la actualidad también es muy escuchada en toda América y varios países han desarrollado sus propias versiones de ésta, se crearon varios grupos y orquestas que hicieron de este género más bailable y común en las fiestas del país.
```
El 
mapalé
: Es un género Colombiano, con algunas tonadas musicales típicas de África. El 
bullerengue
 : Género 
Colombiano
 y 
Panamense
 que nace de la explotación y la exportación de negros africanos traídos durante la Conquista y la Colonia a la 
Costa Caribe
 de 
Colombia
 y a la 
Provincia de Darién
, 
Panamá
.  El 
porro
: El 
porro
 es un ritmo musical alegre y fiestero, propicio para el baile en parejas.
```

El vallenato:El Género autóctono y más famoso de Colombia, originario del departamento de Valledupar que se interpreta tradicionalmente con tres instrumentos: el acordeón diatónico, la guacharaca y la caja vallenata, se le han adicionado otros instrumentos como el bajo y el sintetizador.
la champeta: Género bailable oriundo de la ciudad de Cartagena de indias,basado en muchos aspectos culturales de esa ciudad.
salsa choke: Estilo derivado de la salsa nacido en el pacífico colombiano, con ritmos urbanos que la hacen muy pegajosa.

## Ecuador
Los géneros musicales de Ecuador los más reconocidos son: los pasillos y los sanjuanitos, aunque la música ecuatoriana es mucho más amplia.

### Sanjuanitos
Es un género musical andino autóctono del Ecuador muy popular en el siglo XX. Este género es originario de la provincia de Imbabura.
se danza con el vestuario rojo de la comunidad del Natabuela, con alpargatas blancas, sombreros de varios colores y collares.
Generalmente es interpretado con instrumentos autóctonos del Ecuador como el bandolín, el pingullo, la dulzaina,  el rondador, y también con otros instrumentos extranjeros como la quena, la zampoña, la guitarra y los bombos.

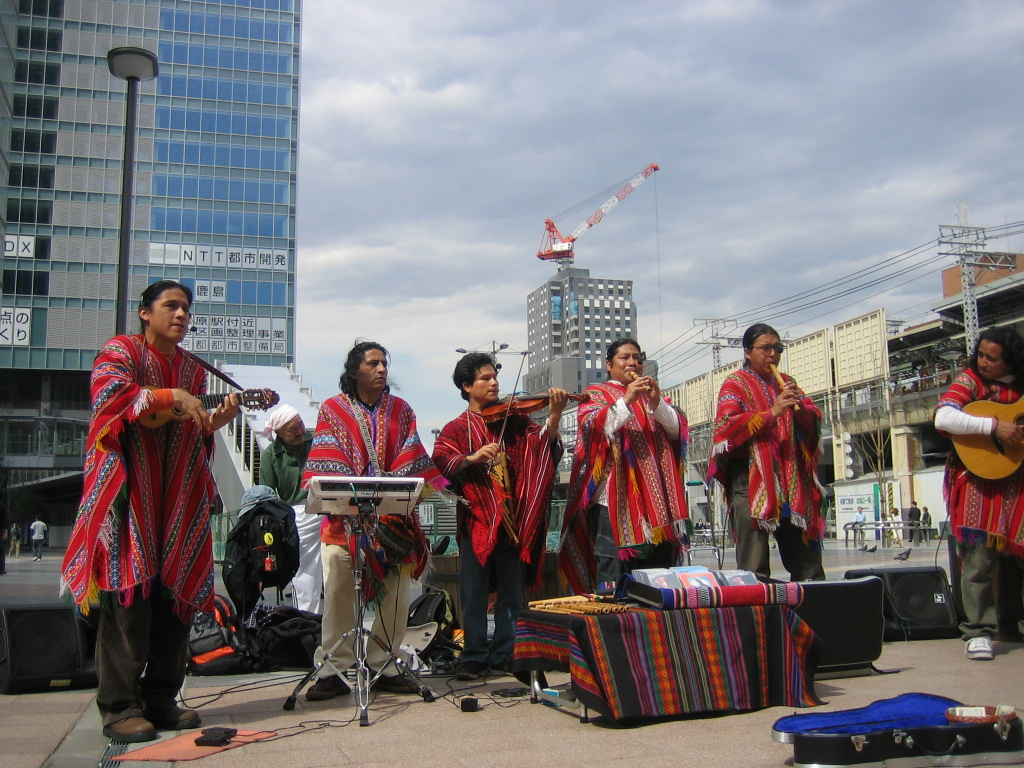
Conjuntos de música andina callejera en Perú.

## Perú
Es uno de los paises más ricos en géneros musicales, se llega a contar hasta 1,400 ritmos en todo el país.
Es un país originario de muchos géneros musicales como : La zamacueca, el festejo, la cueca, el landó, el panalivio, las cumananas y los socabones. Perú como muchos países Sudamericanos es muy rico en cultura musical.
La música andina de este país se preserva mucho; así como muchos géneros peruanos que también viven y se fusionan con otros géneros en demás países de América del Sur.

## Uruguay
Uruguay es un país en el que surgen géneros musicales tales como el tango, el folclore, la milonga, el vals criollo, y también es un país donde es muy popular el jazz, el rock, la cumbia o la plena. Su carta de presentación al mundo es a través del candombe, la murga y el tango.

## Venezuela
Venezuela es un país con mucha música folclórica, tal como la gaita zuliana o también el joropo llanero. También hay géneros muy populares venezolanos como el llanero. También existen otros tipos de géneros musicales como el calipso y el vals venezolano, el merengue venezolano oriental y los golpes de tambor de la costa
- Datos: Q5645984
- Multimedia: South American music / Q5645984